# Serie A 1973/74
De Serie A 1973/74 was het 71ste voetbalkampioenschap (scudetto) in Italië en het 43ste seizoen van de Serie A. Lazio werd kampioen, voor de eerste keer in de clubgeschiedenis.

## Eindstand
|     | Team              | Ptn   | Wed | W  | G  | V  | DV | DT | Opmerking |
| --- | ----------------- | ----- | --- | -- | -- | -- | -- | -- | --------- |
| 1.  | SS Lazio          | 43    | 30  | 18 | 7  | 5  | 45 | 23 |           |
| 2.  | Juventus FC       | 41    | 30  | 16 | 9  | 5  | 50 | 26 | UEFA Cup  |
| 3.  | SSC Napoli        | 36    | 30  | 12 | 12 | 6  | 35 | 28 | UEFA Cup  |
| 4.  | Internazionale    | 35    | 30  | 12 | 11 | 7  | 47 | 33 | UEFA Cup  |
| 5.  | Torino Calcio     | 34    | 30  | 10 | 14 | 6  | 27 | 24 | UEFA Cup  |
| 6.  | AC Fiorentina     | 33    | 30  | 10 | 13 | 7  | 32 | 26 |           |
| 7.  | AC Milan          | 30    | 30  | 11 | 8  | 11 | 34 | 36 |           |
| 8.  | AS Roma           | 29    | 30  | 10 | 9  | 11 | 29 | 28 |           |
| 8.  | Bologna           | 29    | 30  | 6  | 17 | 7  | 35 | 36 | EC II     |
| 10. | Cagliari Calcio   | 28    | 30  | 7  | 14 | 9  | 25 | 32 |           |
| 11. | AC Cesena         | 27    | 30  | 6  | 15 | 9  | 25 | 28 |           |
| 12. | Lanerossi Vicenza | 26    | 30  | 7  | 12 | 11 | 22 | 37 |           |
| 13. | Sampdoria Genua   | 20 1. | 30  | 5  | 13 | 12 | 27 | 34 |           |
| 14. | US Foggia         | 18 2. | 30  | 6  | 12 | 12 | 20 | 34 | Serie B   |
| 15. | Genoa CFC         | 17    | 30  | 4  | 9  | 17 | 16 | 37 | Serie B   |
| 16. | Hellas Verona     | 25 3. | 30  | 8  | 9  | 13 | 28 | 35 | Serie B   |

1. Sampdoria Genua kreeg 3 strafpunten.
2. US Foggia kreeg 6 strafpunten.
3. Hellas Verona werd naar de laatste plaats gezet.

## Kampioen
|                     |
|                     |
| SS Lazio 1ste titel |

## Statistieken

### Topscorers
- In onderstaand overzicht zijn alleen de spelers opgenomen met tien of meer treffers achter hun naam.

| №  | Naam                 | Club            | Goals | Pen. | Duels | Gem. |
| -- | -------------------- | --------------- | ----- | ---- | ----- | ---- |
| 1  | Giorgio Chinaglia    | Lazio Roma      | 24    | 7    | 30    |      |
| 2  | Roberto Boninsegna   | Internazionale  | 23    | 5    | 29    |      |
| 3  | Pietro Anastasi      | Juventus        | 16    | 1    | 23    |      |
| 4  | Clerici              | SSC Napoli      | 15    | 6    | 28    |      |
| 5  | Luigi Riva           | Cagliari Calcio | 15    | 1    | 25    |      |
| 6  | Paolino Pulici       | Torino FC       | 14    | 6    | 25    |      |
| 7  | Antonello Cuccureddu | Juventus        | 12    | 5    | 26    |      |
| 8  | Giuseppe Savoldi     | Bologna FC      | 12    | 6    | 30    |      |
| 9  | Luciano Chiarugi     | AC Milan        | 11    | 0    | 28    |      |
| 10 | Renzo Garlaschelli   | Lazio Roma      | 10    | 0    | 29    |      |

### Scheidsrechters
| Naam             | Geboren    | Debuut     | Duels | Kreeg geel | Kreeg voor de tweede keer geel en dus rood | Weggestuurd | Pen. |
| ---------------- | ---------- | ---------- | ----- | ---------- | ------------------------------------------ | ----------- | ---- |
| Aurelio Angonese | 16.04.1929 | 02.10.1960 | 11    | ?          | ?                                          | ?           | 3    |
| Enzo Barbaresco  | 24.04.1937 | 03.12.1967 | 7     | ?          | ?                                          | ?           | 2    |

### SS Lazio
Bijgaand een overzicht van de spelers van Internazionale, die in het seizoen 1973/74 onder leiding van trainer-coach Tommaso Maestrelli voor de eerste keer in de clubgeschiedenis kampioen van Italië werden.
| Naam                  | Min.  | Duels | B  | Werd in het veld gebracht | Werd van het veld gehaald | Goal | Kreeg geel | Kreeg voor de tweede keer geel en dus rood | Weggestuurd |
| --------------------- | ----- | ----- | -- | ------------------------- | ------------------------- | ---- | ---------- | ------------------------------------------ | ----------- |
| Giorgio Chinaglia     | 2700' | 30    | 30 | 0                         | 0                         | 24   | ?          | ?                                          | ?           |
| Mario Frustalupi      | 2683' | 30    | 30 | 0                         | 1                         | 0    | ?          | ?                                          | ?           |
| Franco Nanni          | 2611' | 30    | 30 | 0                         | 4                         | 2    | ?          | ?                                          | ?           |
| Giancarlo Oddi        | 2700' | 30    | 30 | 0                         | 0                         | 0    | ?          | ?                                          | ?           |
| Felice Pulici         | 2700' | 30    | 30 | 0                         | 0                         | 0    | ?          | ?                                          | ?           |
| Giuseppe Wilson       | 2700' | 30    | 30 | 0                         | 0                         | 1    | ?          | ?                                          | ?           |
| Renzo Garlaschelli    | 2582' | 29    | 29 | 0                         | 2                         | 10   | ?          | ?                                          | ?           |
| Luigi Martini         | 2480' | 28    | 28 | 0                         | 1                         | 0    | ?          | ?                                          | ?           |
| Vincenzo D'Amico      | 1993' | 27    | 22 | 5                         | 7                         | 2    | ?          | ?                                          | ?           |
| Luciano Re Cecconi    | 2022' | 23    | 23 | 0                         | 2                         | 2    | ?          | ?                                          | ?           |
| Sergio Petrelli       | 1960' | 22    | 22 | 0                         | 2                         | 1    | ?          | ?                                          | ?           |
| Fausto Inselvini      | 840'  | 11    | 9  | 2                         | 0                         | 0    | ?          | ?                                          | ?           |
| Paolo Franzoni        | 332'  | 10    | 2  | 8                         | 0                         | 1    | ?          | ?                                          | ?           |
| Luigi Polentes        | 517'  | 9     | 5  | 4                         | 0                         | 0    | ?          | ?                                          | ?           |
| Mario Facco           | 540'  | 6     | 6  | 0                         | 0                         | 0    | ?          | ?                                          | ?           |
| Pier Paolo Manservisi | 321'  | 4     | 4  | 0                         | 2                         | 0    | ?          | ?                                          | ?           |
| Sergio Borgo          | 15'   | 1     | 0  | 1                         | 0                         | 0    | ?          | ?                                          | ?           |
| Franco Tripodi        | 4'    | 1     | 0  | 1                         | 0                         | 0    | ?          | ?                                          | ?           |
|                       |       |       |    |                           |                           |      |            |                                            |             |
| Salvatore Amato       | 0     | 0     | 0  | 0                         | 0                         | 0    | 0          | 0                                          | 0           |
| Giuseppe Avagliano    | 0     | 0     | 0  | 0                         | 0                         | 0    | 0          | 0                                          | 0           |
| Giancarlo Ceccarelli  | 0     | 0     | 0  | 0                         | 0                         | 0    | 0          | 0                                          | 0           |
| Antonio Delucca       | 0     | 0     | 0  | 0                         | 0                         | 0    | 0          | 0                                          | 0           |
| Stefano Di Chiara     | 0     | 0     | 0  | 0                         | 0                         | 0    | 0          | 0                                          | 0           |
| Ferruccio Mazzola     | 0     | 0     | 0  | 0                         | 0                         | 0    | 0          | 0                                          | 0           |
| Avelino Moriggi       | 0     | 0     | 0  | 0                         | 0                         | 0    | 0          | 0                                          | 0           |
| Giuliano Tinaburri    | 0     | 0     | 0  | 0                         | 0                         | 0    | 0          | 0                                          | 0           |

Scudetto:
1898 ·
1899 ·
1900 ·
1901 ·
1902 ·
1903 ·
1904 ·
1905 ·
1906 ·
1907 ·
1908 ·
1909 ·
1909/10 ·
1910/11 ·
1911/12 ·
1912/13 ·
1913/14 ·
1914/15 ·
1915/16 · 1916/17 · 1917/18 · 1918/19 · 
1919/20 ·
1920/21 ·
1921/22 ·
1922/23 ·
1923/24 ·
1924/25 ·
1925/26 ·
1926/27 ·
1927/28 ·
1928/29

Serie A:
1929/30 ·
1930/31 ·
1931/32 ·
1932/33 ·
1933/34 ·
1934/35 ·
1935/36 ·
1936/37 ·
1937/38 ·
1938/39 ·
1939/40 ·
1940/41 ·
1941/42 ·
1942/43 ·
1944/45 ·
1945/46 ·
1946/47 ·
1947/48 ·
1948/49 ·
1949/50 ·
1950/51 ·
1951/52 ·
1952/53 ·
1953/54 ·
1954/55 ·
1955/56 ·
1956/57 ·
1957/58 ·
1958/59 ·
1959/60 ·
1960/61 ·
1961/62 ·
1962/63 ·
1963/64 ·
1964/65 ·
1965/66 ·
1966/67 ·
1967/68 ·
1968/69 ·
1969/70 ·
1970/71 ·
1971/72 ·
1972/73 ·
1973/74 ·
1974/75 ·
1975/76 ·
1976/77 ·
1977/78 ·
1978/79 ·
1979/80 ·
1980/81 ·
1981/82 ·
1982/83 ·
1983/84 ·
1984/85 ·
1985/86 ·
1986/87 ·
1987/88 ·
1988/89 ·
1989/90 ·
1990/91 ·
1991/92 ·
1992/93 ·
1993/94 ·
1994/95 ·
1995/96 ·
1996/97 ·
1997/98 ·
1998/99 ·
1999/00 ·
2000/01 ·
2001/02 ·
2002/03 ·
2003/04 ·
2004/05 ·
2005/06 ·
2006/07 ·
2007/08 ·
2008/09 ·
2009/10 ·
2010/11 ·
2011/12 ·
2012/13 ·
2013/14 ·
2014/15 ·
2015/16 ·
2016/17 .
2017/18 ·
2018/19 ·
2019/20 ·
2020/21 ·
2021/22 ·
2022/23 ·
2023/24 .
2024/25